# TNT Jackson
TNT Jackson ist eine 3-köpfige Electropunk-/Electroclash-Band, deren Mitglieder derzeit in Wien, Österreich, Los Angeles, USA und London, Vereinigtes Königreich beheimatet sind. Die Mitglieder der Formation gaben sich lange Zeit Pseudonyme, treten inzwischen aber nur noch unter den Kürzeln T, N und T auf.

## Bandgeschichte
TNT Jackson lernten einander 1999 auf dem Pleasure Strom Festival in Norwich kennen. Erste Aufmerksamkeit erlangte die Band, die nach dem gleichnamigen 70er-Blacksploitationfilm benannt ist, als sie mit dem Song Ratterbit im Jahr 2004 auf Österreichs Alternative-Radiostation FM4 massives Airplay bekamen – ohne regulären Release. Unzählige Livegigs und eine weitere Radiosingle später hatten sie schließlich ihren ersten Plattenvertrag unterschrieben. Ihr erstes Album Lovers erschien 2005 auf dem Fabrique Records Schwesterlabel Stereoalpine. Als Gaststimmen sind auf dem Album Frenk Lebel (Play The Tracks Of), Gustav und Chris Corner (Sneaker Pimps/IAMX) auf dem Track You and My Pearldiver mit dabei, John Norman (Radian) und Silber „Prinz“ Otto sind an Bass und Schlagzeug zu hören. Im Herbst 2007 erschien der Nachfolger Across The Towers auf Fabrique Records. Der Eröffnungstrack Lamarr ist eine Hommage an Hedy Lamarr, Pushit eine Referenz zu dem ähnlich geschriebenen Hit von Salt’N’Pepa mit Eddie Argos (Art Brut) an den Vocals und die Abschlussnummer eine Coverversion von KC and the Sunshine Bands Please Don't Go.

## Diskografie
Alben
- 2005: Lovers (Stereo Alpine)
- 2007: Across the Towers (Fabrique Records)

Singles und EPs
- 2004: Idolized (Fabrique Records)
- 2004: You and My Pearldiver (Stereo Alpine)
- 2007: All Black (Fabrique Records)